# Пфайффер, Ганс Генрих
Ганс Генрих Пфайффер (нем. Hans Heinrich Pfeiffer, 1896 — 1970) — немецкий ботаник и физиолог.                  

## Биография
Ганс Генрих Пфайффер родился 10 января 1896 года.
В 1938 году была опубликована его работа Submikroskopische Morphologie des Protoplasmas.
В 1940 году была опубликована его работа Experimentelle Cytologie.
Ганс Генрих Пфайффер умер в 1970 году.

## Научная деятельность
Ганс Генрих Пфайффер специализировался на семенных растениях.

## Некоторые публикации
- 1938. Submikroskopische Morphologie des Protoplasmas, 73 Gebr. Borntraeger, Berlín.
- 1940. Experimentelle Cytologie, 35 et seq. Chron. Bot. Co. Leyden.
- 1948. Kolloid-Z. Z. Naturforsch. 1: 461.
- 1948.  Birefringence and Orientation-Rate of the Leptones of Protoplasm. Nature 162: 419—420. doi:10.1038/162419a0.
- Kuster, E; HH Pfeiffer. 1958.  Osmotischer wert, Saugkraft, turgor. Ed. Vienna: Springer-Verlag. 7 pp.
- Huss, W; HH Pfeiffer. 1948. Zellkern und Vererbung (Núcleos celulares y características). Ed. Schwab. 160 pp.
- Pfiffer, HH. 1949. Das Polarisationsmikroskop als Messinstrument in Biologie und Medizin (El microscopio de polarización como instrumento de medida en biología y en medicina). Ed. Vieweg. 94 pp.
- Pfiffer, HH. 1940. Experimentelle cytologie. Ed. F.Verdoorn, vol. 4. 240 pp. 28 il.